# Amt Grebenstein
Das Amt Grebenstein war ein vom 15. Jahrhundert bis 1821 bestehender Verwaltungs- und Gerichtsbezirk der Landgrafschaft Hessen-Kassel und des Kurfürstentums Hessen.

## Geschichte
Kern der hessischen Herrschaft im Gebiet des späteren Amtes war die Burg Grebenstein. Landgraf Heinrich von Hessen war ab 1282 zumindest teilweise in Besitz hatte. Der Hauptinhaber der Burg, Otto von Everstein selbst trat 1293 als Burgmann in die Dienste des Landgrafen und räumte diesem ein Öffnungsrecht ein. Am 28. August 1297 verkaufte Otto von Everstein Burg und Stadt Grebenstein mit Gericht und allem Zubehör an den Landgrafen Heinrich I. und wurde als Burgmann abgelöst. Bis 1529 wurde die Burg mit hessischen Amtmännern besetzt. Mit der hessischen Landesteilen 1567 kam das Amt Grebenstein zu Hessen-Kassel.
1806 brach das Kurfürstentum Hessen zusammen und wurde französisch besetzt. Im Königreich Westphalen wurden die bisherigen Ämter aufgehoben und eine Verwaltungsorganisation nach französischem Vorbild eingerichtet. Das Amt Grebenstein wurde aufgelöst und der Kanton Grebenstein gebildet. Nach dem Ende der Franzosenzeit entstand das Kurfürstentum Hessen neu und die alten Ämter wurden neu eingerichtet. 1821 wurden in Kurhessen die Trennung der Rechtsprechung von der Verwaltung eingeführt. Die Gerichtsfunktion ging auf das Justizamt Grebenstein über, die Verwaltungsfunktionen übernahm der Kreis Hofgeismar.

## Umfang
Das Amt Grebenstein bestand aus den Städten Grebenstein und Immenhausen und sechs landesherrlichen Dörfer (Udenhausen, Mariendorf, Calden, Burguffeln, Holzhausen, und Wilhelmshausen). Hinzu kam das adelige Dorf Schachten mit dem landtagsfähigen Rittergut Schachten. Dort hatten die Herren von Schachten die Patrimonialgerichtsbarkeit.